# حوزه انتخابیه دوم نیوجرسی
حوزه انتخابیه دوم نیوجرسی یک حوزه انتخابیه مجلس نمایندگان آمریکا است که در ایالت نیوجرسی قرار دارد.